# Tenam Puente
Tenam Puente (Zona Arqueològica de Tenam Puente) és un jaciment arqueològic de la cultura maia localitzat a la vall de Balum Canan, al municipi de la Trinitària, a 12 quilòmetres al sud de Comitán, Chiapas, a Mèxic. S'hi accedeix per una desviació de la carretera panamericana núm. 190 que condueix a la Trinitària.

## Etimologia
La paraula Tenam és un toponímic híbrid: deriva del náhuatl tenamitl, que significa ‘mur’ o ‘fortalesa’, mentre que la paraula Puente al·ludeix al nom d'una antiga finca existent a principis del s. XX, els terrenys del qual constitueixen hui l'ejido Francisco Sarabia, on ara es troba el jaciment.

## Història
Encara que el lloc es remunta al període clàssic (entre els anys 300 al 600 de), tot indica que la principal època d'ocupació correspon al postclàssic primerenc (aproximadament entre el 900 i 1200 de), quan es produeix l'abandó dels llocs maies de la zona central, que hui ocupa el departament d'El Petén, a Guatemala.
El lloc representa la transició del període clàssic al postclàssic, i és una de les etapes menys estudiades de l'arqueologia chiapaneca.
Fou contemporani de l'esplendor de la cultura tolteca de Chichén Itzá. L'última data de registre del lloc és cap a l'any 874 de.
El col·lapse maia del s. IX fou molt més perjudicial per als centres maies de les terres baixes com Palenque i Yaxchilán, que per als centres més petits de les terres altes com Tenam Puente. De fet, les ciutats de la serra que van sobreviure al col·lapse inicial, fins i tot podrien haver-se beneficiat de la caiguda abrupta dels seus competidors de les terres baixes. Tenam Puente, així com la propera Chinkultic, foren una potència modesta a la franja occidental de les terres altes del món maia, i semblen haver sobreviscut fins al voltant de l'any 1200 de, abans de ser finalment abandonades, per raons que encara no estan clares.
Comerç
La ubicació estratègica de Tenam Puente permeté als habitants tenir accés i exercir el control sobre la ruta de les importants xarxes comercials que unia les terres altes de Chiapas i Guatemala amb la depressió central de Chiapas. Les col·leccions ceràmiques procedents de les excavacions del lloc denoten un comerç molt actiu amb altres zones molt allunyades de la regió de Comitán, com ara caragols del golf de Mèxic.
D'altra banda, els enterraments descoberts palesen la presència de grans personatges als quals se'ls dipositaren moltes ofrenes com atuells, objectes de jade (ja’ax chich), ornaments elaborats en petxina i espina de manta gegant.
Amb les troballes, s'ha pogut confirmar que Tenam Puente s'inclogué en la darrera etapa de la cultura maia clàssica que representa la transició al postclàssic primerenc, moment en què la metal·lúrgia cobra major força i hi apareixen objectes elaborats en alabastre.
Primer esment
Tenam Puente fou esmentat per primera vegada en el llibre Tribus i temples, de frans Blom i Oliver La Farge, al 1928.

## Descripció
La zona arqueològica de Tenam Puente fou construïda a l'àrea fronterera meridional de la zona maia, en una posició estratègica sobre una muntanya amb una sèrie de pujols calcaris que divideixen als Alts orientals amb la Depressió Central chiapaneca, a 1.600 o 1.700 m d'altitud, que domina tota la plana comiteca que s'estén fins als llacs de Montebello, a l'est de l'estat de Chiapas.
Tenam Puente s'alçà sobre espectaculars plataformes amb murs de contenció monumentals, l'accés a la qual es va restringint conforme s'ascendeix. Aquests grans murs se superposaren en cinc desnivells, formant així places sobre les quals es distribuïren els edificis principals, alguns dels quals tenen rampes de pedra com contraforts com a element característic.
La zona nuclear de l'assentament es compon d'una mica més de 60 estructures distribuïdes en una extensió territorial de 30 hectàrees.
La major part d'edificis i els més importants estan al costat nord, al lloc que es denomina l'Acròpoli, que és el punt més alt de l'àrea, i ofereix bones vistes de tota la zona.
Per a la construcció de l'Acròpoli calgué anivellar els pujols amb altes i llargues terrasses construïdes en diferents nivells, que es van reduint quant a extensió i alçada. Les terrasses superiors, de fins a 20 m d'alçària, estan formades per cossos esglaonats. Els edificis es construïren al voltant d'una sèrie de patis i places.
Un altre conjunt cap al sud correspon a temples i residències de les classes altes, distribuïts a l'entorn de places tancades, amb santuaris, placetes i patis delimitats per diverses construccions, així com plataformes amb àmplies cambres a la part superior.
Als voltants de Tenam Puente hi ha vestigis de l'antiga població, encara que molt modificats per les labors agrícoles actuals.
La composició espacial dels edificis de la zona és molt semblant a l'arquitectura d'altres llocs maies de la Depressió Central de Chiapas (zona semiplana vorejada per la serra Mare de Chiapas, l'Altiplà Mexicà i les Muntanyes del Nord); sobre el llit del riu Grijalva i els seus afluents es distribueixen molts llocs amb característiques arquitectòniques i tècniques constructives molt similars, amb blocs de pedra calcària perfectament tallats i assemblats sense morter ni calç.
Els acabats s'hi aplicaren amb estuc, que es conserva encara en alguns murs, pisos i escales; també es poden observar alguns pisos de lloselles de pedra.
Igual que molts llocs de l'altiplà chiapanec, Tenam Puente és notable per la falta d'ornaments, tals com arcs, mènsules i cresteries. Així mateix, només s'hi ha trobat una estela datada de l'any 790, que es conserva al Museu Arqueològic de Tuxtla Gutiérrez.

### Sala Introductòria a la Zona Arqueològica de Tenam Puente
Aquesta sala es troba a la Zona Arqueològica de Tenam Puente. Té un espai d'exhibició de 36 m².
Mostra fotografies d'algunes troballes rellevants del lloc, així com un plànol topogràfic de l'acròpoli indicant-ne els edificis principals. També una estela on es representa l'escena d'un personatge que en captura un altre en un acte de guerra. Fotografies i una breu descripció sobre la peregrinació de la verge Cor de Maria que realitzen els llauradors de Francisco Sarabia a la secció més alta de l'acròpoli, festa movible que se celebra a l'agost.

### Jocs de pilota
Hi destaca la presència de tres jocs de pilota: és, doncs, l'únic lloc de moment amb el nombre més gran de pistes en la seua Acròpoli dins dels Alts Orientals. De fet, l'accés a Tenam Puente es realitzava pel joc de pilota 1. En plataformes superiors, a diferents nivells, es troben altres dos jocs de pilota, de menors dimensions i possiblement destinats a les classes altes.
El joc de pilota 1 n'és el més gran dels tres: és al capdavant de la primera gran plataforma i a la cantonada d'una gran plaça oberta; gairebé enfront de l'únic accés que condueix als següents nivells de l'Acròpoli. Té una extensió de 50 m per 29 m; presenta un aspecte perpendicular a la resta dels edificis.
La planta és del tipus doble "T" i enfonsat: una pista central amb banquetes baixes als costats i per estructures laterals que rematen en una cornisa. Els capçals tenen escales des de la plaça. Cap al sud i al mateix nivell que la plaça es construí l'estructura annexa amb escales que baixen a dins de la pista: aquesta estructura té la particularitat de no presentar una simetria quant al seu eix amb la pista central. Al capçal nord i tirat al capdavant del primer esglaó es troba un bloc semirectangular i toscament tallat que fa l'efecte de ser una estela llisa. Un altre bloc semblant es troba a la plaça a l'oest del joc.
Aquest fou el primer joc de pilota explorat del jaciment, i anterior a les exploracions s'utilitzà com a camp de cultiu a l'interior i sobre les estructures laterals, encara que a grans trets està ben conservat.
Darrere de l'estructura annexa hi ha alguns murets adossats amb petjades de pisos de llosetes: és probable que foren els fonaments d'un bany de vapor.
El sistema constructiu del joc de pilota es feu amb carreus i amb reutilització de pedra tallada.
Els jocs de pilota 2 i 3 se situen als extrems sud-est i als últims nivells superiors de l'Acròpoli; per arribar-hi cal travessar la segona gran plaça dins del primer nivell i ascendir per una escala que restringeix i fa selectiu l'accés cap a les plataformes següents.
El pla del joc de pilota 2 és de doble “T”, tancat i lleugerament enfonsat amb una orientació de 50° desviats a l'oest en relació amb el nord. L'extensió n'és de 40 m de llarg per 25 a 27 m als capçals. Té una àmplia pista central i a un costat s'aixequen els murs que conformen les estructures laterals, és a dir, no hi ha banquetes, i les dues estructures laterals rematen en una cornisa molt baixa.
A l'extrem sud-est se situa una estructura annexa que tampoc conserva un eix simètric en relació amb la pista, mentre que a l'extrem oposat a la part superior on remata el capçal es construïren dues plataformes.
Pel que fa als marcadors circulars disposem de poques dades, encara que un se n'ha recuperat en l'angle sud del capçal sud-est.
Joc de pilota 3. Se situa en forma paral·lela i contigua al "joc de pilota 2"; es construí en el nivell següent, igualment en doble “T”, tancat i enfonsat. Té 33 m de llarg i entre 18 i 20 m d'ample als capçals, l'orientació predominant n'és de 60° cap a l'oest del nord. Té una estreta pista central, banquetes i estructures laterals. A diferència dels dos anteriors manca d'estructura lateral annexa, encara que a la part superior del capçal est se situa una petita plataforma de baixa alçada. En aquesta cantonada s'aprecia que el capçal fou modificat per la construcció d'un muret que tanca el capçal en aquesta secció, a més de tenir dos canalons petits per a drenar en aquest mateix costat.
Dos marcadors circulars es registraren in situ als extrems de la pista, col·locats al damunt; igual que en el joc anterior són llisos i de proporcions menors, amb un diàmetre de 45 cm.
Al capçal oest i enfront de les escales hi ha tirat un bloc rectangular sense relleu que guarda una estreta semblança amb el descrit en el joc de pilota 1. Alguns blocs semblants s'han trobat a la regió i s'han considerat esteles llises, com ara al turó de Guoc i a la vall de les Margarides.
Aquest últim joc té gran rellevància per la ubicació al sud de la plaça B, espai important dins de l'Acròpoli, a més de les escultures associades a la plaça i al mateix joc.[1]

## Principals motius religiosos
A Tenam Puente s'ha identificat un eix simbòlic que creua l'espai sagrat des del nivell més alt fins a arribar a l'entrada principal de l'Acròpoli. Aquest eix, el forma l'edifici 17 a l'est de la plaça B, travessant l'edifici 21 i 20, per arribar fins a l'edifici 37, on s'alinea amb l'accés principal per baixar cap al joc de pilota 1. Aquest eix es relaciona amb el pas del sol durant el transcurs del dia i en arribar al ponent sembla descendir a través del joc de pilota a la regió del inframon. Com que és en una plaça oberta el seu accés no en fou tan restringit com els altres dos.
Pel que fa a les pistes 2 i 3, la interpretació que se'n dona és diferent; és definida per les barreres arquitectòniques que impedeixen un accés generalitzat a les pistes, a això cal agregar l'associació d'escultures de personatges captius. Una teoria proposa que aquests jocs s'utilitzaren com a substitut i símbol de guerra per dirimir conflictes entre les ciutats maies, entre els mateixos maies o els seus veïns.

## Imatges de Tenam Puente

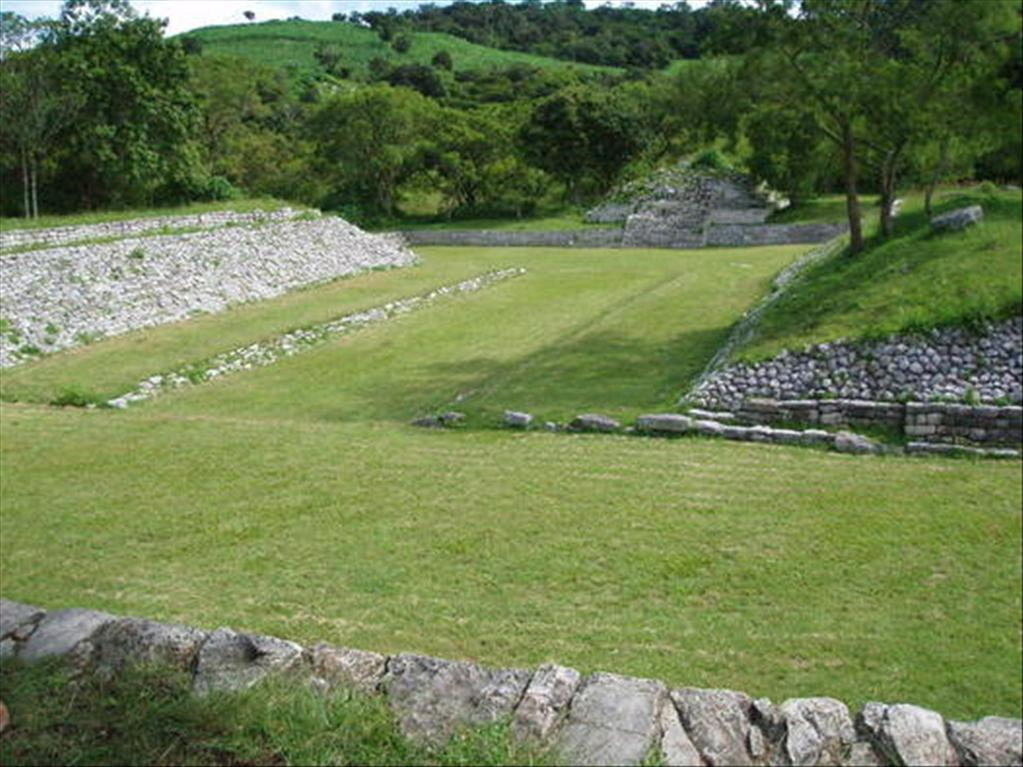
Joc de pilota 1
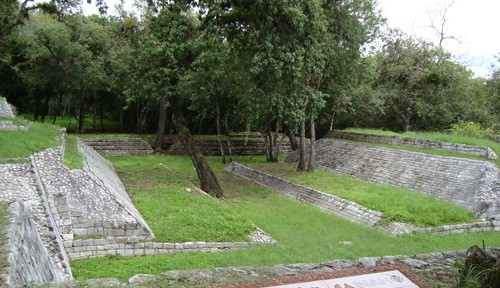
Joc de pilota 3